# Cardamine vulgaris
Cardamine vulgaris är en korsblommig växtart som beskrevs av Rodolfo Amando Philippi. Cardamine vulgaris ingår i släktet bräsmor, och familjen korsblommiga växter. Inga underarter finns listade i Catalogue of Life.